# Sebastião Leme da Silveira Cintra
Pour les articles homonymes, voir Leme (homonymie), Silveira et Cintra (homonymie).
Sebastião Leme da Silveira Cintra (né le 20 janvier 1882 à Espírito Santo do Pinhal, Brésil et mort le 17 octobre 1942 à Rio de Janeiro) est un archevêque et cardinal brésilien du XXe siècle.

## Biographie
Sebastião Leme da Silveira Cintra étudie au séminaire de São Paulo puis à l'Université pontificale grégorienne de Rome, où il est ordonné prêtre le 28 octobre 1904. Il commence alors son ministère pastoral dans l'archidiocèse de São Paulo jusqu'à 1911, étant en particulier professeur au séminaire, directeur du journal de l'archidiocèse ou chanoine de la cathédrale.
Le 24 mars 1911, il est nommé évêque auxiliaire de Rio de Janeiro et évêque titulaire d'Orthosias-en-Phénicie (de) par Pie X. En 1916, il est promu archevêque d'Olinda puis en 1918, archevêque d'Olinda et de Récife lorsque les deux diocèses fusionnent. En 1921, il est nommé archevêque coadjuteur de Rio de Janeiro et archevêque titulaire de Pharsalus (de). Le 28 avril 1930, il succède au cardinal Arcoverde à l'archidiocèse de São Sebastião do Rio de Janeiro.
La même année, Pie XI le crée cardinal-prêtre au titre de Saints-Boniface-et-Alexis lors du consistoire du 30 juin 1930. Il est légat pontifical au Brésil notamment lors de l'inauguration de la statue du Christ Rédempteur en 1931.
Il participe au conclave qui élit le pape Pie XII en 1939. C'est alors l'unique cardinal brésilien du conclave.